# Terminator 2: Judgment Day (jeu vidéo)
 (octobre 2019).
Si vous disposez d'ouvrages ou d'articles de référence ou si vous connaissez des sites web de qualité traitant du thème abordé ici, merci de compléter l'article en donnant les références utiles à sa vérifiabilité et en les liant à la section « Notes et références ».
Pour le jeu d'arcade sorti sous le même nom, voir T2: The Arcade Game.
Terminator 2: Judgment Day est un jeu vidéo d'action édité par Acclaim Entertainment sur consoles de jeu et Ocean Software sur ordinateurs personnels à partir de 1991. Les versions diffèrent suivant les plates-formes mais sont toutes adaptées du film Terminator 2 : Le Jugement dernier de James Cameron.

## Système de jeu
Terminator 2: Judgment Day est un jeu de plates-formes en 2D classique, dans lequel le joueur incarne le terminator T-800 modèle 101 dans différents niveaux reprenant les séquences du film (environnement motards, bar, course poursuite à moto, hôpital psychiatrique, siège cyberdyne systems, et fonderie.). Dans le premier niveau, le joueur se bat à mains nues contre des humains armés de bâtons. Dans le deuxième niveau, il incarne le Terminator sur sa moto, essayant d'échapper au T-1000 dans son camion et fini par trouver John Connor. Celui-ci lui fait promettre de ne plus tuer personne. Dans le troisième niveau, le terminator est armé et poursuivi par des surveillants armés de bâtons, puis par le T-1000 à la fin du niveau. le but est de trouver des cartes d'accès, dissimulées dans les différents pièces de l'hôpital afin d'accéder à l’ascenseur. Arrivé tout en haut, vous trouverez Sarah Connor. Le niveau suivant consiste à détruire le bâtiment cyberdyne systems à l'aide de charges explosives que vous devrez trouver, regrouper au dernier étage, puis, les placer aux endroits indiqués dans le temps imparti. Le dernier niveau vous fait progresser dans la fonderie. Vos seuls ennemis sont la lave, les jets de vapeur et le T-1000 que vous affronterez trois fois. Le dernier affrontement au cours duquel vous devez le poussez dans la lave marque la fin du jeu. Si le joueur ne tue pas d'humains au cours des différents niveaux, il sera gratifié d'une nouvelle arme.

### Amiga, Amstrad CPC, Atari ST, Commodore 64, DOS et ZX Spectrum
Ocean Software a édité le jeu sur Amiga, Amstrad CPC, Atari ST, Commodore 64, DOS et ZX Spectrum en 1991. Cette version propose différentes phases de gameplay inspirées par les séquences du film : course poursuite à moto dans les égouts, des combats entre le T-800 et le T-1000, une séquence de run and gun et divers casse-têtes à résoudre.

### Game Boy
La version Game Boy est sortie en 1991.

### Master System, NES et Game Gear
La version 8-bits est un jeu de plates-formes/action avec des phases en 3D isométrique à la Paperboy. La version Game Gear est sortie en 1993.

### Mega Drive et Super Nintendo
La version Mega Drive et Super Nintendo est sortie en 1993.